# Escravas do Amor Misericordioso
A Congregação de Escravas do Amor Misericordioso é um congregação católica feminina de direito pontifício fundada pela religiosa espanhola Esperanza de Jesús em Madri, a 25 de dezembro de 1930. Às religiosas deste instituto conhecesse-lhes como Escravas do Amor Misericordioso e pospõem a seus nomes as siglas E.A.M..

## História
Josefa Alhamada Varela, religiosa das Filhas do Calvário, saiu de sua congregação e fundou em Madri a 24 de dezembro de 1930 uma congregação com o fim de dedicar-se às obras de caridade, com o nome de Escravas do Amor Misericordioso. O dia que têm por fundação é o mesmo da profissão de Josefa, quem mudou seu nome pelo de Esperanza de Jesús. O novo instituto foi aprovado pelo bispo de Madri a 4 de março de 1942.
O instituto passou a ser uma congregação de direito pontifício com a aprovação do Papa Paulo VI de 5 de junho de 1970. Esperanza de Jesús expandiu sua obra não só pela Espanha, senão que rapidamente se estendeu em outras cidades da Itália e Alemanha. Chegada a Itália, a fundadora construiu o famoso Santuário de Collevalenza em Perugia, dedicado ao Amor Misericordioso, convertendo-se rapidamente num centro de exercícios e retiros espirituais.

## Organização
A Congregação das Escravas do Amor Misericordioso é um instituto centralizado, cujo governo o exerce a superiora geral, sucessora de Esperanza de Jesús. A sede central encontra-se em Roma. As religiosas dedicam-se às atividades pastorais que mais se precisem nas igrejas particulares onde se encontrem, portanto têm um campo de pastoral muito amplo, ainda que se se caracterizaram por administrar colégios ou outros centros de ensino e espiritualidade.
Em 2015, o instituto contava com umas 312 religiosas e 39 casas presentes em: Alemanha, Bolívia, Brasil, Canadá, Chile, Cuba, Espanha, Índia, Itália, México, Peru e Romênia.
As Escravas do Amor Misericordioso, junto aos Filhos do Amor Misericordioso e aos sacerdotes diocesanos e laicos que compartilham o carisma de Esperanza de Jesús, formam a chamada Família do Amor Misericordioso.